# Harry E. Petschek
Harry Ewald Petschek (* 1930 in Prag; † 29. März 2005 in Lexington (Massachusetts)) war ein US-amerikanischer Physiker.

## Leben
Harry Ewald Petschek war der Sohn von Hans Petschek (1895–1968) und Eva Neumann Petschek (1901–1993). Die Familie gehörte zur Prager Line der Unternehmerdynastie Petschek, die alle zwischen 1934 und 1937 Mitteleuropa verließen und in die USA zogen. Er wuchs in Hartsdale (New York) auf und studierte Angewandte Physik an der Cornell University. Im Jahr 1955 promovierte er bei Arthur Kantrowitz (Approach to equilibrium ionization behind strong shock waves in argon). Mit Kantrowitz und anderen Wissenschaftlern entwickelte Petschek erfolgreich in der Zeit des Sputnik-Schocks Hitzeschilde für Raumkapseln am Avco Everett Research Laboratory für die NASA (1959). Er wurde Vizepräsident und schließlich Präsident von Avco.
1963 entwickelte Harry E. Petschek die Theorie der Rekonnexion von Eugene N. Parker und Peter Alan Sweet weiter mit Anwendung zum Beispiel auf die Beschleunigung von Teilchen in der Sonnen-Korona und das Polarlicht. Bei Avco leitete er später die Entwicklung einer Intraaortalen Ballonpumpe. Nach seinem Ausscheiden bei Avco gründete Petschek die Firmen OmniFlow und Autogen. Diese entwickelten unter anderem medizinische Geräte wie eine Infusionspumpe für die Versorgung von Patienten und ein Gerät zur Extraktion von DNA.